# Cytora chiltoni
Cytora chiltoni är en snäckart som först beskrevs av Suter 1896.  Cytora chiltoni ingår i släktet Cytora och familjen Pupinidae. Inga underarter finns listade i Catalogue of Life.